# Saint-Pierre-d'Albigny
Saint-Pierre-d'Albigny é uma comuna francesa na região administrativa de Auvérnia-Ródano-Alpes, no departamento de Saboia. Estende-se por uma área de 18,46 km². Em 2010 a comuna tinha 4 130 habitantes (densidade: 223,7 hab./km²).